# Tetragoneura sibirica
Tetragoneura sibirica är en tvåvingeart som beskrevs av Maximova 2001. Tetragoneura sibirica ingår i släktet Tetragoneura och familjen svampmyggor. Inga underarter finns listade i Catalogue of Life.